# Mcframe
mcframeは日本のパッケージベンダ・ソリューションプロバイダ・コンサルティングファームである、ビジネスエンジニアリング社の開発したSCM/ERPソフトウェアを中心に構成される製品群の総称。
国内製造業を中心に世界17か国2,000サイト以上に導入されており（2022年3月時点）、ユーザー企業へのライセンス販売・製品導入を支援するビジネスパートナー、エンジニアリングパートナーは合計90社を超える。